# 방규환
방규환(方奎煥, 일본식 이름: 頭山淸가미야마 기요시, 1889년 4월 29일 ~ ?)은 일제강점기의 기업인이다.

## 생애
소학교를 중퇴한 뒤 친척이 운영하는 약국을 도와 약종업을 익히면서 청소년기를 보냈다. 20세 때인 1908년에 일본으로 건너가 약재 무역업을 시작했다. 오사카시를 중심으로 한 방규환의 사업은 성공적으로 성장하여 1913년에는 이미 동성고등학교의 전신인 소의상업학교를 경성부에 설립하는 데 참여할 정도가 되었다. 1914년에는 오오사카에 동아상회를 설립하고 경성과 상하이에 지부를 설치하였고, '세계적 청년실업가'로 불렸다.
3·1 운동 이후 조선총독부는 문화통치 전략의 일환으로 각 지역에 의회를 설치하고 유지들을 회유했다. 이때 신설된 경성부 부협의회 의원에 1920년 민선으로 당선되면서 정치권에도 진출했다. 같은 해 경성부 학교평의회원, 1923년 경성부교육회 평의원을 지내는 등 지역 유지로서의 행보도 계속되었다. 1921년에는 일본 자본으로 설립된 면방직 기업인 조선방직주식회사의 대주주가 되었고, 주식매매업에도 뛰어들었다.
1924년부터 약 9년 동안 동민회의 평의원과 이사를 지냈다. 실업가와 조선귀족 등 유력 인사들이 참여한 동민회는 '내선융화의 철저적 실행'을 강령으로 삼은 단체로, 주요 활동은 강연회 개최를 통해 반일사상을 통제하고 만주사변 당시 만주 침략을 옹호한 것 등이었다. 3·1 운동으로 고양된 독립 의지에 대항하는 '조선독립불가론'을 내세우면서 서울 지역에서 결성된 갑자구락부에서도 위원으로 활동했다.
1925년에 상하이의 대한민국 임시정부 계열 독립운동 단체인 청년동맹회는 방규환을 '일본제국주의의 주구'이자 적으로 규정 짓고, 방규환이 독립운동 진영과 직간접적으로 접촉하는 것은 독립운동가들을 매수하고 방해하려는 의도에서라고 밝힌 바 있다. 윤자영이 이끄는 청년동맹회는 방규환을 납치하려고 계획을 세우기도 했다.
1928년에 비원에서 열린 연회에 기생인 소실을 동반했다가 물의를 빚어 부협의원직에서 사직했으나 사표를 돌려받은 일이 있다. 이듬해에는 토지매각과 관련된 문제로 문제를 일으켜 주식 중개인 자리에서 물러나기도 했다. 그러나 이후로도 여러 분야에서 회사를 창립하거나 운영하며 기업인으로 활발히 활동했다. 1933년에는 장충고등학교의 전신인 경성원예학원을 설립하기도 했다.
태평양 전쟁 시기에 전쟁에 협력한 행적이 있다. 1941년에 임전대책협력회에 참석한 뒤 조선임전보국단이 조직될 때는 발기인으로 앞장섰고, 광복 직전인 1944년에는 조선비행기공업주식회사에 대주주 겸 상무이사로 참여했다. 전투기를 생산하는 군수 업체인 조비의 이사진 중 방규환은 김연수, 박춘금과 함께 가장 많은 1만주의 주식을 보유했다. 1944년 당시 방규환은 서울과 경기도 지역에 흩어진 다수의 부동산을 포함하여 80만 엔으로 추정되는 순자산을 가진 갑부였다.
광복 후 반민족행위처벌법이 발효되었을 때 반민특위에 체포되었다. 이때 방규환은 조비의 이사를 지내며 전쟁을 지원한 것 외에 만주국에서 밀정 노릇을 했다는 혐의를 받았다. 방규환은 중일 전쟁이 발발한 1937년 무렵부터 동흥은행을 설립해 은행장을 지내면서 만주에서 활동해 왔다. 그러나 반민특위 활동이 방해를 받으면서 방규환도 불기소 처리되어 풀려났다.

## 사후
2007년 발표된 대한민국 친일반민족행위진상규명위원회의 친일반민족행위 195인 명단 경제 부문에 들어 있다. 2007년 민족문제연구소가 정리한 친일인명사전 수록예정자 명단 중 경제 부문에도 선정되었다.

## 같이 보기
- 갑자구락부
- 조선임전보국단
- 조선비행기공업주식회사

## 참고자료
- 친일반민족행위진상규명위원회 (2007년 12월). 〈방규환〉 (PDF). 《2007년도 조사보고서 II - 친일반민족행위결정이유서》. 서울. 1584~1607쪽쪽. 발간등록번호 11-1560010-0000002-10. [깨진 링크(과거 내용 찾기)]
- “어쩔 수 없는 길? 13일의 최린 2회 공판. 金東煥(김동환) 기소. 方奎煥(방규환) 체포”. 조선일보. 1949년 4월 15일. 2면면.